# Odpowiednik (serial telewizyjny)
Odpowiednik (ang. Counterpart) – amerykański serial telewizyjny (thriller fantastycznonaukowy) wyprodukowany przez Gilbert Films, Anonymous Content, Gate 34,Media Rights Capital oraz Starz Originals, którego pomysłodawcą jest Justin Marks. Serial był emitowany od 10 grudnia 2017 roku do 17 lutego 2019 roku przez Starz. W Polsce „Odpowiednik” był emitowany od 16 lutego 2018 roku do 8 marca 2019 roku przez HBO.

## Fabuła
Serial skupia się na Howardzie Silku, zwykłym pracowniku ONZ, który odkrywa, że w agencji dla której pracuje istnieje przejście do równoległego wymiaru. Okazuje się, że każdy ma w nim odpowiednika.

## Obsada

### Główna
- J.K. Simmons jako Howard Silk[2]
- Olivia Williams jako Emily Silk (née Burton)[3]
- Harry Lloyd jako Peter Quayle[3]
- Nazanin Boniadi jako Clare[4]
- Sara Serraiocco jako Nadia Fierro / Baldwin[4]
- Ulrich Thomsen jako Aldrich[5]
- Nicholas Pinnock jako Ian Shaw[4]

### Role drugoplanowe
- Mido Hamada jako Cyrus[6]
- Kenneth Choi jako Bob Dwye[6]
- Guy Burnet jako Claude Lambert[7]
- Bernhard Forcher jako Andrei
- Jamie Bamber jako Eric Burton
- Karim Saleh jako Marcel
- Stephen Rea jako Alexander Pope[8]
- Richard Schiff jako Roland Fancher[8]
- Lotte Verbeek jako Ringleader
- Sarah Bolger jako Anna Burton-Silk[8]
- Bjorn Johnson jako Heinrich
- Nolan Gerard Funk jako Angel Eyes[9]
- Liv Lisa Fries jako Greta[10]
- Jacqueline Bisset jako Lydia Burton[10]
- Stefan Kapičić jako Lieber[10]
- Jacqueline Antaramian jako Ava Fancher[10]
- Christiane Paul jako Mira[10]
- Ingo Rademacher jako Friedrich[10]
- Marco Khan jako Raash[10]

## Odcinki
| Sezon | Odcinki | Oryginalna emisja w Starz | Oryginalna emisja w Starz | Oryginalna emisja w HBO Polska | Oryginalna emisja w HBO Polska | Oryginalna emisja w HBO Polska |
| Sezon | Odcinki | Premiera sezonu           | Finał sezonu              | Premiera sezonu                | Finał sezonu                   |                                |
| ----- | ------- | ------------------------- | ------------------------- | ------------------------------ | ------------------------------ | ------------------------------ |
| 1     | 10      | 10 grudnia 2017           | 25 marca 2018             | 16 lutego 2018                 | 20 kwietnia 2018               |                                |
| 2     | 10      | 9 grudnia 2018            | 17 lutego 2019            | 8 lutego 2019                  | 8 marca 2019                   |                                |

### Sezon 1 (2017–2018)
| Nr | #  | Tytuł                            | Reżyseria          | Scenariusz                              | Premiera w Starz | Premiera w HBO Polska |
| -- | -- | -------------------------------- | ------------------ | --------------------------------------- | ---------------- | --------------------- |
| 1  | 1  | The Crossing                     | Morten Tyldum      | Justin Marks                            | 10 grudnia 2017  | 16 lutego 2018        |
| 2  | 2  | Birds of a Feather               | Stephen Williams   | Justin Marks                            | 28 stycznia 2018 | 23 lutego 2018        |
| 3  | 3  | The Lost Art of Diplomacy        | Jennifer Getzinger | Amy Berg                                | 4 lutego 2018    | 2 marca 2018          |
| 4  | 4  | Both Sides Now                   | Alik Sakharov      | Erin Levy                               | 11 lutego 2018   | 9 marca 2018          |
| 5  | 5  | Shaking the Tree                 | Stephen Williams   | Zak Schwartz                            | 18 lutego 2018   | 16 marca 2018         |
| 6  | 6  | Act Like You’ve Been Here Before | Jennifer Getzinger | Justin Britt-Gibson                     | 25 lutego 2018   | 23 marca 2018         |
| 7  | 7  | The Sincerest Form of Flattery   | Alik Sakharov      | Gianna Sobol                            | 4 marca 2018     | 30 marca 2018         |
| 8  | 8  | Love the Lie                     | Alik Sakharov      | Amy Berg, Gary Gilbert, Jordan Horowitz | 11 marca 2018    | 6 kwietnia 2018       |
| 9  | 9  | No Man’s Land, Part One          | Stephen Williams   | Erin Levy                               | 18 marca 2018    | 13 kwietnia 2018      |
|    | 10 | No Man’s Land, Part Two          | Jennifer Getzinger | Gianna Sobol, Justin Britt-Gibson       | 25 marca 2018    | 20 kwietnia 2018      |

### Sezon 2 (2018–2019)
| Nr | #  | Tytuł               | Reżyseria            | Scenariusz                  | Premiera w Starz | Premiera w HBO Polska |
| -- | -- | ------------------- | -------------------- | --------------------------- | ---------------- | --------------------- |
| 11 | 1  | Inside Out          | Charles Martin       | Erin Levy                   | 9 grudnia 2018   | 8 lutego 2019         |
| 12 | 2  | Outside In          | Kyle Patrick Alvarez | Justin Britt-Gibson         | 16 grudnia 2018  | 8 lutego 2019         |
| 13 | 3  | Something Borrowed  | Kyle Patrick Alvarez | Tom Pabst                   | 23 grudnia 2018  | 15 lutego 2019        |
| 14 | 4  | Point of Departure  | Lukas Ettlin         | Gianna Sobol                | 30 grudnia 2018  | 15 lutego 2019        |
| 15 | 5  | Shadow Puppets      | Lukas Ettlin         | Maria Melnik                | 6 stycznia 2019  | 22 lutego 2019        |
| 16 | 6  | Twin Cities         | Justin Marks         | Justin Marks                | 20 stycznia 2019 | 22 lutego 2019        |
| 17 | 7  | No Strings Attached | Hanelle M. Culpepper | Maegan Houang               | 27 stycznia 2019 | 1 marca 2019          |
| 18 | 8  | In from the Cold    | Hanelle M. Culpepper | Erin Levy                   | 3 lutego 2019    | 1 marca 2019          |
| 19 | 9  | You to You          | Charlotte Brändström | Gianna Sobol                | 10 lutego 2019   | 8 marca 2019          |
| 20 | 10 | Better Angels       | Charlotte Brändström | Maegan Houang, Justin Marks | 17 lutego 2019   | 8 marca 2019          |

## Produkcja
Pod koniec kwietnia 2015 roku poinformowano, że główną rolę w serialu zagra J.K. Simmons.
Pod koniec września 2016 roku ogłoszono, że Harry Lloyd i Olivia Williams dołączyli do obsady.
W kolejnym miesiącu do serialu dołączyli: Nazanin Boniadi, Nicholas Pinnock oraz Sara Serraiocco.
Na początku grudnia 2016 roku poinformowano, że w rolę Aldrich wcieli się Ulrich Thomsen znany z serialu Banshee (serial telewizyjny).
W tym samym miesiącu obsada serialu powiększyła się o Mido Hamada oraz Kenneth Choi.
Pod koniec stycznia 2017 roku ogłoszono, że Guy Burnet, Sarah Bolger, Richard Schiff, Stephen Rea i Nolan Gerard Funk zagrają w dramacie.
W marcu 2017 roku poinformowano, że w serialu wystąpią: Liv Lisa Fries jako Greta, Jacqueline Bisset jako Lydia Burton, Stefan Kapičić jako Lieber, Jacqueline Antaramian jako Ava Fancher, Christiane Paul jako Mira, Ingo Rademacher jako Friedrich, Marco Khan jako Raash.